# Shandong Taishan F.C.
Shandong Taishan Football Club er en kinesisk fodboldklub fra Jinan, Shandong. Klubben spiller på nuværende tidspunkt i Chinese Super League, den bedst række i Kina. De spiller deres hjemmebanekampe på Jinan Olympic Sports Center Stadium. Klubben er opkaldt efter bjerget Taishan i Shandong-provins.
Klubben har vundet Chinese Super League fire gange, næstflest nogensinde.

## Titler

### Liga
- Chinese Super League: 4 (2006, 2008, 2010, 2021)
- Chinese Jia-A League (1994–2003): 1 (1999)

### Pokaltuneringer
- Kinas FA Cup: 8 (1995, 1999, 2004, 2006, 2014, 2020, 2021, 2022)
- Kinas Super Cup: 1 (2015)

## Kendte spillere
- Papiss Cissé
- Vágner Love
- Marouane Fellaini